# Maria Amalia av Österrike (1746–1804)

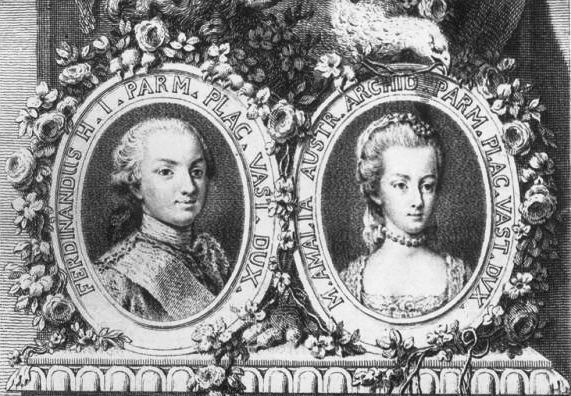
Officiellt porträtt av Maria Amalia och Ferdinand.

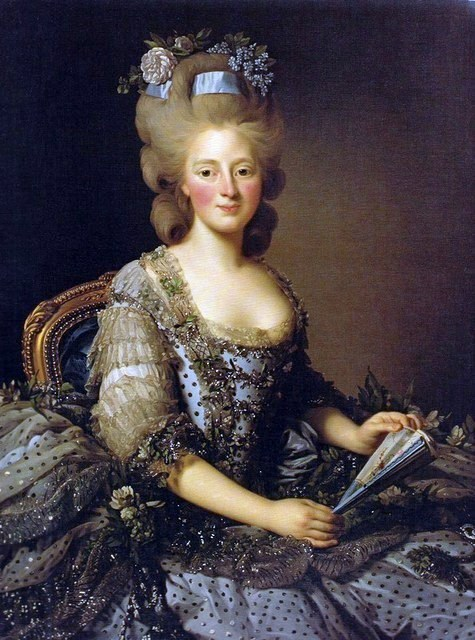
Maria Amalia av Alexander Roslin.

Maria Amalia av Österrike, född 23 februari 1746 i Wien, död 18 juni 1804 i Prag, hertiginna av Parma och Piacenza; gift 1769 med hertig Ferdinand av Parma. Dotter till Maria Teresia av Österrike och Frans I. Hon var Parmas erkända de facto regent 1771-1796 och regent de jure 1802.

## Uppväxt
Maria Amalia uppfostrades liksom sina systrar enligt ett strikt utbildningsprogram inom dans, teater, historia, målning, stavning, statsvetenskap, lite matematik, språk och konversation. Utbildningsprogrammet hade skapats av modern för att göra henne till en idealisk gemål, eftersom Maria Theresia i samarbete med minister Kaunitz tillämpade en äktenskapspolitik med syftet att skapa allianser mellan Habsburg och de olika grenar av ätten Bourbon, som regerade i Frankrike, Spanien och de italienska staterna. Döttrarnas uppfostran var främst inriktad på att göra dem lydiga, pliktmedvetna och representativa, och den akademiska bildningen beskrivs som låg.  
Trots att hon hade många syskon växte hon upp som ensambarn, eftersom könen uppfostrades separat och åldersskillnaden till hennes systrar var för stor, men rutinen för syskonen var likartad. Hon tillbringade vintern på Hofburg i Wien och sommaren på Schönbrunn, blev regelbundet intervjuad av modern i enrum, och fick också besöka moderns salong under mottagningsdagar. En del av sommaren tillbringades dessutom på herrgården Laxenburg, där modern praktiserade ett enkelt liv på avstånd från hovprotokollet där allmänheten uppmuntrades att blanda sig med hovet.  
Maria Amalia beskrivs som fåfäng och arrogant men också som livlig och musikaliskt begåvad. Hon hade inte en nära relation till sin mor: i själva verket beskrivs relationen mellan Maria Amalia och hennes mor som den sämsta bland alla hennes syskon, och modern ska främst ha bemött henne med kritik och uppläxningar.

## Äktenskap
Maria Amalia gjorde succé då hon som vuxen gjorde debut i sällskapslivet i Wien, beskrivs som en stor skönhet och blev omsvärmad och omtalad på äktenskapsmarknaden. År 1766 drog hennes syster Maria Kristina fördel av deras mors sorg över deras fars död genom att utverka tillstånd att gifta sig för kärleks skull i stället för politiska skäl, och hon gifte sig därefter med den politiskt obetydlige prins Albert av Sachsen.   
År 1767 inledde Maria Theresia på allvar förhandlingar om politiska arrangemangspartier för sina fem döttrar Maria Elisabet, Maria Amalia, Maria Josefa, Maria Karolina och Maria Antonia. Maria Theresia ville sluta äktenskapsallianser med både Ferdinand av Neapel och Ferdinand av Parma, och eftersom dessa var son respektive brorson till Karl III av Spanien fördes förhandlingarna med Spanien. Hon önskade också att någon av hennes döttrar skulle gifta in sig i det franska kungahuset, och Maria Karolina var hennes favoritkandidat för det äktenskapet eftersom Ludvig XV var hennes gudfar. Smittkoppsepidemin 1767 uteslut Maria Elisabet ur förhandlingarna genom att förstöra hennes utseende, och orsakade Maria Josefas död just när hon skulle bli gift med Ferdinand av Neapel. Maria Theresia lät då Ferdinand av Neapel välja mellan Maria Amalia och Maria Karolina, och sedan han hade valt Maria Karolina, återstod Maria Amalia att gifta bort till Parma och Maria Antonia till Frankrike.       
Maria Amalia förälskade sig ömsesidigt 1768 i den vackre prins Karl av Zweibrücken, och trodde att hon skulle tillåtas gifta sig av kärlek precis som sin syster Maria Kristina. Hon vägrade att ingå ett arrangerat äktenskap och förklarade att hon tänkte ingå ett kärleksäktenskap med eller utan sin mors tillstånd. Maria Theresia vägrade att acceptera Zweibrücken, eftersom han var en yngre prins utan arvsrätt till en tron och tvingade igenom äktenskapet med Parma mot sin dotters vilja. Äktenskapet med Ferdinand av Parma arrangerades av modern för att ge Österrike inflytande i Parmas statsangelägenheter. Det godkändes av brodern, kejsar Josef II, eftersom Ferdinand var hans före detta svåger. Maria Amalia ska ha reagerat med häftiga krampanfall. Hon förlät aldrig sin mor för tvångsäktenskapet.  
Vigseln skedde per ombud 27 juni 1769 i augustinska kyrkan i Wien med hennes bror Ferdinand som ombud för brudgummen, följd av en festmiddag och bal. Hon tvingades därefter avsäga sig alla anspråk på sin mors troner. Hon färdades till hertigdömet Parma tillsammans med sin bror kejsar Josef II, där hon  välkomnades av hertig Ferdinand och hans minister Guillame du Tillot. En andra vigseln ägde rum i person den 19 juli på Palazzo Ducale (Hertigpalatset) i Colorno i Parma. Strax därefter företogs intåget i Parma och det officiella firandet av bröllopet.

## Hertiginna av Parma
Ferdinand av Parma hade blivit regerande hertig som omyndig, och statens affärer sköttes av hans minister, den franske ambassadören Guillame du Tillot. Parma befann sig vid denna tid mellan franska och spanska intressen, då Ferdinands mor hade varit fransk prinsessa och hans far spansk prins. Du Tillots politik syftade till att hålla Parmas politik i linje med franska intressen och Ferdinand utanför politiken, och Ferdinand själv var villig att rätta sig efter Du Tillot av gammal vana och för att denna representerade hans mors land och hans morfar Ludvig XV. Äktenskapet hade arrangerats av Spanien och Österrike över huvudet på Du Tillot, som motsatte sig det, och syftet var att bryta den franska dominansen över den parmesanska politiken. Vid sin ankomst till Parma chockerades Maria Amalia av de relativt enkla förhållandena i Parma och över att hon i likhet med sin make förväntades att fullständigt underkasta sig Du Tillot. Hon trivdes illa i Parma, där hon också gjorde ett dåligt intryck genom sitt uppenbara missnöje över situationen, och hon beskrevs som kall, reserverad och avvisande. Under två månader efter bröllopet vägrade hon att fullborda äktenskapet med hänvisning till att maken hade för dålig hygien. 
Maria Amalia kom direkt vid sin ankomst i konflikt med Guillame du Tillot, som med Ferdinands medgivande styrde Parma som fransk lydstat. Hon blev snabbt känd som en intrigmakare vid hovet. Efter att först själv ha avskytts som utlänning, lyckades hon fånga upp ilskan över Du Tillots pro-franska politik till att utpeka honom som den utländska inkräktaren och henne själv som försvararen av Parmas oberoende och säkra stöd från den inhemska befolkningen. Samtidigt utnyttjade hon den önskan både Österrike och Spanien hade att göra Parma till en lydstat för dem till att få deras stöd mot Du Tillot. När ett upplopp bröt ut i Parma mot Du Tillot 1771, visade hon sig på balkongen i hertigpalatset och lät sig hyllas som försvararen av Parma mot Du Tillot, som avsattes och tvingades fly till Frankrike. Du Tillot ersattes som premiärminister av den spanske ambassadören Jose de Llano, som skickats dit av hennes makes släkting, den spanske kungen, för att spela samma roll som Du Tillot för Spaniens räkning och göra Parma till en spansk lydstat. Maria Amalia påpekade att hon aldrig hade blivit tillfrågad om tillsättandet av premiärministerposten, avskedade de Llano 1772 och ersatte honom för första gången med en italiensk premiärminister som var lojal till henne i stället för en utländsk potentat, och med denna kupp hade hon i själva verket gjort sig till Parmas regent. Ferdinand, som enbart krävde stabilitet och föredrog att ägna sig åt sina barn och sina religiösa förpliktelser, var nöjd med att överlåta statens affärer på henne. Maria Amalia kunde öppet avbryta de befallningar han gav och ersätta dem med sina, och lät honom signera statsdokumenten med orden: "Vi, min hustru och jag, beslutar..."   
Hon ställde till skandal genom att bryta mot etiketten vid hovet, avskeda de flesta av sina hovdamer och ersätta dem med ett garde av "Kungliga Livvakter" bestående av stiliga unga män, klä ut sig till man - vid åtminstone ett tillfälle gjorde hon inköp utklädd till spansk prins - och tillbringa nätterna inkognito ute på Parmas gator, spela bort sina pengar på Parmas officersklubb och ha förhållanden med makens vaktgarde. Hon använde en tredjedel av Maria Theresias ekonomiska bistånd till att finansiera sin garderob, ett luxuöst hovliv och galafester, men hon var också generös, och känd för de fester i Colorno, där hon bjöd inte enbart adel utan också fattiga bönder på galamiddag. Hon tyckte illa om Parmas adel, som hon ansåg vara ointresserad av Parmas sanna intressen och behov, och hon avskyddes av dem, som beskrev henne som en skamlös Messalina med en överdriven önskan att försöka upprätthålla ett österrikiskt lyxliv i Parmas lilla småstat. Hon beskrivs som en skicklig ryttare, och jagade ofta i skogarna omkring Parma. Hennes intresse för hästar utvecklades till en affärsverksamhet för att köpa, sälja och rida in hästar, en verksamhet som hon lyckades betala en del av sina skulder på.       
Maria Theresia försökte genom brev, donationer och tillsända rådgivare påverka Parmas politik genom sin dotter för att göra det till en österrikisk lydstat. Efter det första barnets födelse 1770 gav hon makarna en livränta och ett stort ekonomiskt bistånd. Maria Amalia lät sig dock inte påverkas: i stället för att följa familjeseden och döpa dottern efter sin mor, döpte hon henne efter sin syster, motstod alla former av påtryckningar att agera för Österrikes räkning och tillbakavisade alla råd från modern. 1773 hade Maria Amalias livsstil gett henne så dåligt rykte att det gjort henne till en skandal i hela Europa, och Maria Theresia utsåg greve Rosenberg till Österrikes ambassadör i Parma med fullmakt att agera som Maria Amalias rådgivare. Maria Amalia lät meddela Rosenberg att hon i fortsättningen betackade sig för några brev från Österrike - såväl som från Madrid - och bröt därefter slutligen med Maria Theresia. Efter detta bröt både Österrike och Spanien sina diplomatiska kontakter med Parma, sedan bådas försök att göra Parma till en lydstat misslyckats. 
Såsom Parmas sanna makthavare fick hon av allmänheten namnen La Signora eller La Mata. Hon var populär bland allmänheten och en flitig politiker i sitt arbete med sina ministrar, där hon försvarade Parmas självständighet, stärkte dess nationalkänsla och gynnade konst, kultur och litteratur. Hon lyckades i sin politik frigöra Parma från både österrikiskt och spanskt inflytande och behålla dess oberoende. 
Maria Amalia och Ferdinand var mycket olika som personer: medan hon var extrovert, viljestark och dominant, var Ferdinand passiv och tillbakadragen. Paret grälade ofta, tyckte ömsesidigt illa om varandra och hade båda andra kärleksintressen: hon med soldater ur makens livgarde, Ferdinand själv med olika "kvinnor ur bondeklassen". De beskrivs dock båda som kärleksfulla och engagerade föräldrar. År 1778 råkade hennes son Ludvig ut för en allvarlig hjärnskakning, då han under en lek med sin syster föll och slog huvudet i ett marmorbord. Han var nära att dö, och när han slutligen återhämtade sig, led han av periodvis förvirring och epilepsi, något som gjorde honom passiv och tillbakadragen och beroende av sin familj. Denna kris ska ha bidragit till en bättre relation mellan Maria Amalia och Ferdinand, som så småningom inledde en vänskapsrelation grundad i sitt gemensamma intresse för barnen, som uppfostrades personligen av sina föräldrar, något som inte var en självklar sak för deras klass. Under 1780-talets gång började Ferdinand också engagera sig och även delta mer i statens affärer, och de började därmed även dela intresset för Parma. Hertigpalatset i Parma byggdes ut alltmer genom att omgivande byggnader inneslöts, tills residenset år 1787 innefattade både ett kasino och kyrkan San Paolo, vilket underlättade för dem båda att ägna sig åt sina intressen: Maria Amalia åt spel och Ferdinand åt religion. Hennes relation till syskonen var mer eller mindre icke existerande sedan hennes mor tagit avstånd från henne. Hon hade närmast kontakt med Marie-Antoinette och Maria Karolina, och även den upprätthölls tidvis enbart av hennes ambassadör i Paris, och genom korrespondensen mellan hennes make och Maria Karolinas make, som var bröder.           
Den franska revolutionen och den påföljande avrättningen av hennes syster Marie-Antoinette 1793 ska djupt av påverkat Maria Amalia, som redan av sina bröders död 1790 och 1792, samt sin sons dåliga hälsa, ska ha lidit av dåliga nerver. Élisabeth Vigée Le Brun beskrev henne vid sitt besök 1792: "Hennes rum var klädda i svart, hon såg ut som en skugga; hon var mycket tunn och blek. Hon red varje dag på hästryggen; hennes sätt att leva och bete sig var en mans. Sammanfattningsvis blev jag inte charmerad av henne, trots att hon tog emot mig extremt väl."

## Senare liv
År 1796 invaderades Italien av det revolutionära Frankrike under Napoleon I. Hertigdömet Parma hade officiellt hållit sig utanför franska revolutionen, där hertigen hade varit: "uppslukad av sina religiösa plikter, hertiginnan av sitt flirtande och samhället av sina akademier". Parma hade förklarat sig neutralt: Maria Amalia förespråkade en antifransk hållning sedan avrättningen av hennes syster Marie-Antoinette, men Ferdinand hade i egenskap av till hälften fransman en ambivalent hållning och hade genomdrivit neutraliteten trots hennes opposition. 
I maj 1796 invaderades hertigdömet när Napoleons trupper korsade Pofloden och snabbt slog ned motståndet bland lokala rojalister. Napoleon intresserade sig inte så mycket för den lilla staten förutom som ett potentiellt hot i dess egenskap av strategisk balanspunkt mellan franskt och österrikiskt inflytande i Italien. Han sände ett meddelande till den Spaniens ambassadör i Parma, som var icke kodat och alltså menat att läsas av Parmas myndigheter. Han erbjöd där Ferdinand att avstå från att erövra Parma om Ferdinand skickade sändebud till hans läger för att snabbt sluta en vapenvila och tillåta hans trupper att marschera genom staten. När Napoleon inte fick något svar, erbjöd han Ferdinand Sardinien i utbyte mot Parma. När detta förslag avvisades, lät Napoleon 10.000 soldater under befäl av general Cervoni erövra Parma och ockupera hertigpalatset i huvudstaden. 
Ferdinand och Maria Amalia tvingades gå med på alla Napoleons villkor för vapenvilan, utbetala 5000 franc i utbyte och tillåta genomfart av franska trupper. Fredsvillkoren förhandlades uteslutande av fransmännen genom Cervoni, och Parma var därefter en marionettstat under fransk ockupation. Ferdinand och Maria Amalia fick behålla sina titlar och rent formellt kvarstå på tronen, men de var i realiteten under fransk bevakning, medan politiken sköttes av franska representanter. Maria Amalia förlorade därmed sitt inflytande över politiken. Parma kunde inte erbjuda soldater utan tömdes genom fördraget på kapital genom skatter som gick till finansiering av den franska armén, något som till slut tvingade Maria Amalia att sälja både de kungliga juvelerna och tillåta fransk konfiskering av statlig egendom så som tavlor från nationalgalleriet. 
Vid fördraget i Luneville i februari 1801 överlät Napoleon Parma, liksom en rad andra erövrade stater i Italien, till det nyskapade kungariket Etrurien, en fransk marionettstat som skulle styras åt honom av Maria Amalias son, Parmas tronarvinge Ludvig. Ludvig levde i Spanien, som var Napoleons allierade, och var gift med prinsessan Maria Luisa av Spanien. Ferdinand vägrade gå med på fördraget, trots hans syster, den spanska drottningens vrede. Ludvig och Maria Luisa fördes emellertid till Paris, där de slutligen gick med på fördraget. I juni träffade Ferdinand och Maria Amalia sin son och svärdotter i Piacenza på deras väg till sin huvudstad Florens i det nygrundade Etrurien. Det var allmänt underförstått att hertigdömet Parma skulle upplösas och bli en del av Etrurien efter Ferdinands död. Napoleon utnämnde Moreau de St. Méry och därpå Andoche Junot till premiärminister i Parma. Junot placerade Maria Amalia och Ferdinand i husarrest och utplånade alla former av opposition mot Frankrike. Maria Amalia fruktade att Ferdinand skulle förgiftas av fransmännen, men fick stöd av sina två yngsta döttrar Tongina och Carlotta, som stannade vid hennes sida.         
Ferdinand avled vid ett besök vid hälsokällan i Fontevivo 9 oktober 1802. Han fick en officiell statsbegravning av fransmännen, där Maria Amalia och hennes döttrar deltog i processionen klädd i svarta slöjor. Ferdinand ryktades allmänt ha blivit förgiftad. Det förekom ett rykte om att Maria Amalia hade förgiftat honom för att återfå sin forna maktposition, men också att han hade förgiftats av Napoleons spioner så att Parma på dennes önskan kunde anslutas till Etrurien. Vid Ferdinands död utsåg han Maria Amalia till regent i Parma, men hennes nominella regeringstid varade bara en kort tid innan staten i enlighet med fördraget i Luneville anslöts till den franska marionettstaten Etrurien den 22 oktober.  
Maria Amalia landsförvisades därefter från Italien av Napoleon. På grund av hennes dåliga rykte och forna skandaler var hon inte välkommen på särskilt många håll, men hon fick tillstånd av sin brorson, kejsar Frans, att bosätta sig på slottet Hradschin i Prag med sina två döttrar och en handfull personer ur sitt tidigare hov. Hon fick inte tillstånd att besöka Wien på vägen dit. I Prag ska hon hade sysselsatt sig med att sticka, skriva och intresserat sig för sin äldsta dotter och dennas familj i det närbelägna Dresden , men annars isolerat sig klädd i sorgklädsel medan hennes döttrar ägnade sig åt andaktsövningar. Hon beskrivs som djupt stressad och deprimerad av sina omständigheter och plågades av apoplexi. Hennes begravning var mycket enkel och diskret.

## Barn
- Caroline av Parma (22 november 1770 - 1 mars 1804), gift med Maximilian av Sachsen
- Ludvig av Parma (5 juli 1773 - 27 maj 1803). Gift med sin kusin Maria Luisa Josefa Antonietta Vicentia av Spanien.
- Marie-Antoinette Giuseppa Walburga Anna av Parma (28 november 1774 - 1841), blev abbedissa. Namngavs efter sin moster Marie-Antoinette som blev Frankrikes drottning fem månader före hennes födelse.
- Carlotta Maria av Parma (7 september 1777 - 1813)
- Felipe av Parma (22 maj 1783- 1786)
- Antoina Luigia av Parma (21 oktober 1784)
- Luigia Maria av Parma (17 april 1787 - 1789)
- Dödfödd dotter (21 maj 1789) (tvilling)
- Dödfödd son (21 maj 1789) (tvilling)